# Msuata
Msuata je monotipski biljni rod iz porodice glavočika, smješten u podtribus Centrapalinae. Jedina je vrsta kongoanski endem M. buettneri.